# Owilfordia teliger
Owilfordia teliger är en hakmaskart som först beskrevs av Van Cleave 1949.  Owilfordia teliger ingår i släktet Owilfordia och familjen Plagiorhynchidae. Inga underarter finns listade i Catalogue of Life.